# 無盡的玩笑
《無盡的玩笑》（英語：Infinite Jest），是美國作家大衛·福斯特·華萊士於1996年創作的小說。該小說以其大部頭、非常規的敘事結構與大量的註腳聞名。它被歸類為百科全書小說，並被《時代》雜誌列入1923年至2005年出版的100部最佳英語小說清單。1996年逢出版便售出44,000份精裝本，目前全球銷量已突破一百萬。

## 中文版
2023年4月，上海人民出版社(世纪文景)終於推出本書首本簡體中文翻譯版（ISBN 9787208161757），共1,138頁，譯者是俞冰夏。本書亦為亞洲的首個翻譯本，此前未有譯成其他亞洲語文。